# Marcel Costly
Marcel Costly (* 20. November 1995 in Achim, Landkreis Verden) ist ein deutscher Fußballspieler.
Der Abwehrspieler kam nach verschiedenen Stationen in seiner Kindheit und Jugend 2013 in die erste Mannschaft des Oberligisten Rotenburger SV und ein Jahr später in die 3. Liga zur zweiten Mannschaft des 1. FSV Mainz 05, für die er dreieinhalb Jahre auflief. Danach spielte er bis 2020 für den 1. FC Magdeburg, mit dem er in die 2. Bundesliga aufstieg. Anschließend lief Costly bis 2022 für den Drittligisten SV Waldhof Mannheim auf. Seit der Spielzeit 2022/23 steht er beim FC Ingolstadt 04 unter Vertrag.

## Karriere
Costly erhielt keine DFB-Talentförderung in einem Nachwuchsleistungszentrum. Er trat als Kind dem SV Schwitschen bei und wechselte später in die D-Jugend des Rotenburger SV. In seiner Kindheit und Jugend wurde er in die Stützpunktauswahl ins 45 Kilometer von seinem Wohnort Visselhövede entfernte Zeven berufen. Später schloss er sich dem TuS Heeslingen an, ehe er zum Rotenburger SV zurückkehrte und danach zum FC Verden 04 wechselte. In dieser Zeit wurde Costly auch für die Niedersachsenauswahl nominiert, doch der Trainer befand ihn als „zu klein und schmächtig“.
Im Jahr 2013 kehrte er zum Rotenburger SV zurück, bei dem er zum Kader der in der Oberliga Niedersachsen spielenden ersten Mannschaft gehörte. Sein Debüt im Erwachsenenbereich gab er am 11. August 2013 bei der 0:3-Niederlage gegen den Lüneburger SK Hansa. Während einer Partie gegen die zweite Mannschaft des VfL Osnabrück fiel Costly einem Spielerberater auf. Dieser nahm Kontakt mit Costlys Vater auf; nach einem Probetraining mit der zweiten Mannschaft des 1. FSV Mainz 05 wurde Marcel für die neue Saison ab 2014 verpflichtet.
Nachdem er in den ersten sieben Saisonspielen nicht zum Einsatz gekommen war, lief er am 13. September 2014 unter Trainer Martin Schmidt in der 3. Liga im Heimspiel gegen den Zweitligaabsteiger Energie Cottbus (0:0) zum ersten Mal in einer Profiliga auf. Ab dem 23. Spieltag fiel Costly bis zum Saisonende wegen Adduktorenbeschwerden aus. So hatte er in seiner ersten Saison in der Mainzer Reserve lediglich sieben Spiele absolvieren können, in fünf davon stand er in der Startelf. In der Saison 2015/16 – inzwischen hatte Sandro Schwarz das Team als Cheftrainer übernommen – kam Costly an den ersten beiden Spieltagen jeweils als Einwechselspieler zum Einsatz, gehörte aber in der Folgezeit seltener zum Spieltagskader. Ab dem 18. Spieltag kam er wieder regelmäßig zum Einsatz und schoss nun am 30. April 2016 bei der 2:3-Niederlage am 36. Spieltag beim VfR Aalen sein erstes Drittligator für die zweite Mannschaft der Rheinhessen. In der Saison 2016/17 war Costly über weite Strecken der Saison Stammspieler als  rechter Außenverteidiger. Zum Saisonende stieg die Mainzer Reserve in die Regionalliga Südwest ab, dennoch nutzte Mainz 05 eine Option zur Vertragsverlängerung um ein Jahr. In der Regionalliga war Costly in der Hinrunde der Saison 2017/18 unter dem neuen Trainer Dirk Kunert Stammspieler und kam dabei als rechter Außenstürmer, als rechter Außenverteidiger oder im rechten Mittelfeld zum Einsatz.
Am 2. Januar 2018 wechselte er zum Drittligisten 1. FC Magdeburg, bei dem er einen bis 2020 laufenden Vertrag unterschrieb. Im Saisonverlauf wurde er Stammspieler als rechter Außenstürmer oder als rechter Mittelfeldspieler. Zum Ende der Saison 2017/18 stieg der 1. FC Magdeburg in die 2. Bundesliga auf und gewann kurz darauf mit Costly das Finale um den Sachsen-Anhalt-Pokal. Unter Trainer Jens Härtel war Costly in der 2. Liga „gesetzt“, unter seinem Nachfolger Michael Oenning (ab Mitte November 2018) war er bis zum Ende der Hinrunde Einwechselspieler und kam auch im ersten Halbjahr des Jahres 2019 nicht immer zum Einsatz. Mit seinen Einsätzen in Zweitligaspielen wurde eine Ausbildungsentschädigung an seine vier Jugendvereine fällig. Zum Ende der Saison stiegen die Magdeburger wieder in die 3. Liga ab.
Zur Saison 2020/21 schloss Costly sich ablösefrei dem Ligakonkurrenten SV Waldhof Mannheim an. In der Kurpfalz wurde er oft im rechten Mittelfeld eingesetzt. Er verpasste in seiner ersten Saison beim SV Waldhof nur eine Ligapartie aufgrund einer Gelbsperre und beendete die Saison mit der Mannschaft als Tabellenachter. In der Saison 2021/22 spielte Costly in sämtlichen Ligaspielen für den SV Waldhof und erzielte dabei drei Tore. Das Team hatte zur Saisonmitte um die Aufstiegsplätze mitgespielt und wurde am Saisonende Tabellenfünfter. Mit den Waldhöfern gewann Costly außerdem 2020, 2021 und 2022 den Badischen Pokal.
Nach Saisonende verließ er den SV Waldhof und wechselte ablösefrei zur Saison 2022/23 zum Ligakonkurrenten und Zweitligaabsteiger FC Ingolstadt 04. Er verpasste nur ein Ligaspiel wegen einer Gelbsperre und erzielte zwei Tore; die Mannschaft beendete die Saison als Tabellenelfter. Auch die Saison 2023/24 begann Costly als Stammspieler, verletzte sich aber Ende September 2023 am achten Drittligaspieltag an der Achillessehne. Er war bis Anfang Dezember nicht einsetzbar und gab am 17. Spieltag als Einwechselspieler sein Comeback. Am 30. März 2025 absolvierte Costly sein insgesamt 250. Spiel in der 3. Liga.

## Privates
Der aus dem niedersächsischen Visselhövede im Landkreis Rotenburg (Wümme) stammende Costly hat einen US-amerikanischen Vater und hält daher auch die amerikanische Staatsbürgerschaft. Der Vater war Lagerist, die Mutter Krankenschwester.
Während seiner Zeit in der ersten Mannschaft des Rotenburger SV begann er eine Ausbildung zum Physiotherapeuten.